# Groß Pankow (Prignitz)
Groß Pankow (Prignitz) ist eine Gemeinde im nordwestlichen Teil von Brandenburg. Sie liegt im Landkreis Prignitz.

## Geografie
Durch den Ort fließt die Panke, ein Nebenfluss der Stepenitz.

Fachwerkbau in Kreuzburg, 1900

Kirche in Kreuzburg, 1900

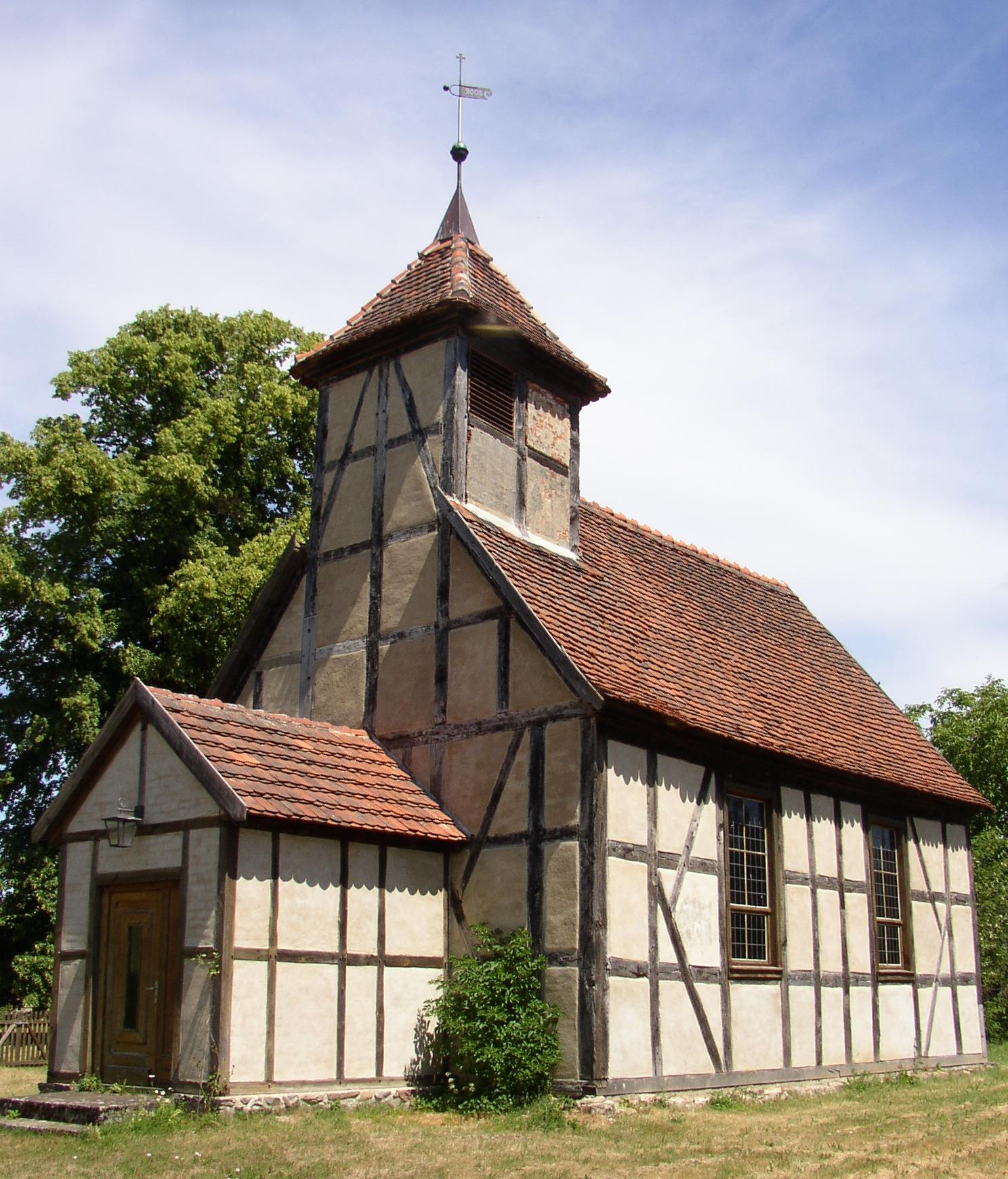
Kirche in Langnow

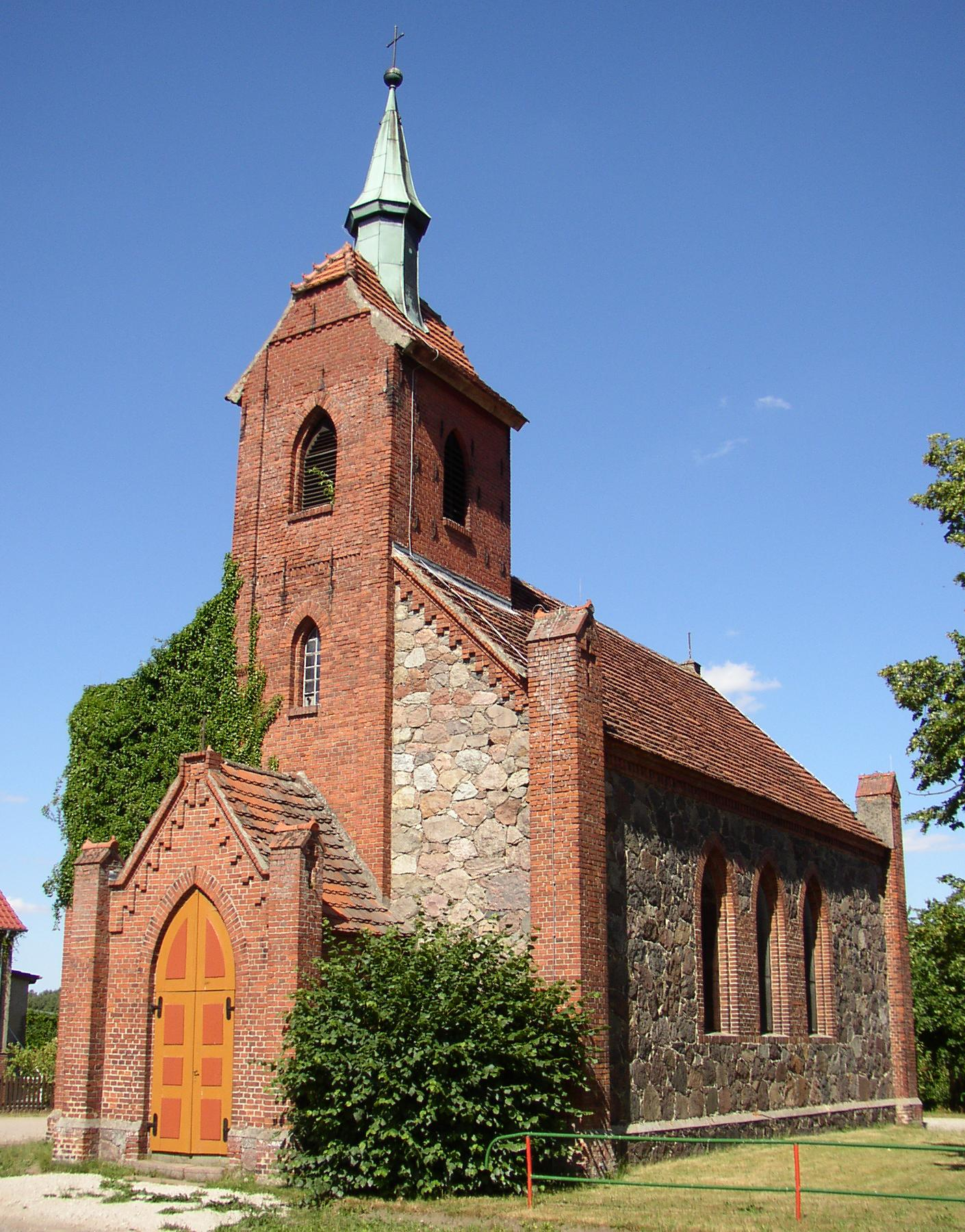
Kirche in Boddin

## Gemeindegliederung
Die Gemeinde hat 18 Ortsteile mit 24 bewohnten Gemeindeteilen und insgesamt 39 Dörfern.
| Ortsteil             | Dörfer            | Einwohner |
| -------------------- | ----------------- | --------- |
| Baek                 | Baek              | 245       |
| Baek                 | Strigleben        | 064       |
| Boddin-Langnow       | Boddin            | 145       |
| Boddin-Langnow       | Heidelberg        | 037       |
| Boddin-Langnow       | Langnow           | 053       |
| Groß Pankow          | Groß Pankow       | 519       |
| Groß Pankow          | Luggendorf        | 036       |
| Groß Woltersdorf     | Brünkendorf       | 012       |
| Groß Woltersdorf     | Groß Woltersdorf  | 086       |
| Groß Woltersdorf     | Klein Woltersdorf | 049       |
| Gulow-Steinberg      | Gulow             | 089       |
| Gulow-Steinberg      | Steinberg         | 041       |
| Helle                | Groß Langerwisch  | 233       |
| Helle                | Helle             | 037       |
| Helle                | Neudorf           | 038       |
| Kehrberg             | Kehrberg          | 248       |
| Klein Gottschow      | Guhlsdorf         | 043       |
| Klein Gottschow      | Klein Gottschow   | 098       |
| Klein Gottschow      | Simonshagen       | 030       |
| Kuhbier              | Kuhbier           | 193       |
| Kuhsdorf             | Bullendorf        | 054       |
| Kuhsdorf             | Kuhsdorf          | 128       |
| Lindenberg           | Lindenberg        | 238       |
| Retzin               | Klein Linde       | 049       |
| Retzin               | Kreuzburg         | 030       |
| Retzin               | Retzin            | 130       |
| Retzin               | Rohlsdorf         | 076       |
| Seddin               | Seddin            | 115       |
| Tacken               | Tacken            | 077       |
| Tangendorf-Hohenvier | Hohenvier         | 032       |
| Tangendorf-Hohenvier | Tangendorf        | 083       |
| Tüchen               | Klenzenhof        | 028       |
| Tüchen               | Reckenthin        | 098       |
| Tüchen               | Tüchen            | 094       |
| Vettin               | Vettin            | 104       |
| Wolfshagen           | Dannhof           | 047       |
| Wolfshagen           | Hellburg          | 048       |
| Wolfshagen           | Horst             | 037       |
| Wolfshagen           | Wolfshagen        | 218       |
| Insgesamt            | Insgesamt         | 3982      |

Einwohner: Stand 1. Januar 2016
Hinzu kommen die Wohnplätze Ausbau, Heidelberger Mühle, Klein Langerwisch, Langnower Ausbau, Neu Hohenvier und Neu Rohlsdorf.

## Geschichte
Die Gemeinde entstand zum 31. Dezember 2002 durch den Zusammenschluss der Gemeinden Baek, Groß Pankow, Groß Woltersdorf, Helle, Kehrberg, Klein Gottschow, Kuhbier, Kuhsdorf, Lindenberg, Retzin, Tüchen, Vettin und Wolfshagen des Amtes Groß Pankow/Prignitz sowie der Gemeinde Boddin-Langnow des Amtes Pritzwalk-Land. Das Amt Groß Pankow/Prignitz wurde zum gleichen Zeitpunkt aufgelöst.
| Ehemalige Gemeinde | Datum             | Anmerkung                                     |
| ------------------ | ----------------- | --------------------------------------------- |
| Baek               | 31. Dezember 2002 |                                               |
| Boddin             | 1. April 1974     | Zusammenschluss mit Langnow zu Boddin-Langnow |
| Boddin-Langnow     | 31. Dezember 2002 |                                               |
| Groß Langerwisch   | 1. Januar 1957    | Eingemeindung nach Helle                      |
| Groß Pankow        | 31. Dezember 2002 |                                               |
| Groß Woltersdorf   | 31. Dezember 2002 |                                               |
| Guhlsdorf          | 1. Januar 1974    | Eingemeindung nach Klein Gottschow            |
| Gulow              | 1. Februar 1974   | Eingemeindung nach Baek                       |
| Helle              | 31. Dezember 2002 |                                               |
| Hohenvier          | 1. Mai 1973       | Eingemeindung nach Baek                       |
| Kehrberg           | 31. Dezember 2002 |                                               |
| Klein Gottschow    | 31. Dezember 2002 |                                               |
| Kreuzburg          | 1. Januar 1963    | Eingemeindung nach Retzin                     |
| Kuhbier            | 31. Dezember 2002 |                                               |
| Kuhsdorf           | 31. Dezember 2002 |                                               |
| Langnow            | 1. April 1974     | Zusammenschluss mit Boddin zu Boddin-Langnow  |
| Lindenberg         | 31. Dezember 2002 |                                               |
| Reckenthin         | 8. November 1962  | Eingemeindung nach Tüchen                     |
| Retzin             | 31. Dezember 2002 |                                               |
| Rohlsdorf          | 1. Januar 1963    | Eingemeindung nach Retzin                     |
| Seddin             | 1. Januar 1974    | Eingemeindung nach Wolfshagen                 |
| Steinberg          | 7. Mai 1971       | Eingemeindung nach Baek                       |
| Tacken             | 1. Februar 1974   | Eingemeindung nach Wolfshagen                 |
| Tangendorf         | 1. Mai 1973       | Eingemeindung nach Baek                       |
| Tüchen             | 31. Dezember 2002 |                                               |
| Vettin             | 31. Dezember 2002 |                                               |
| Wolfshagen         | 31. Dezember 2002 |                                               |

### Groß Pankow

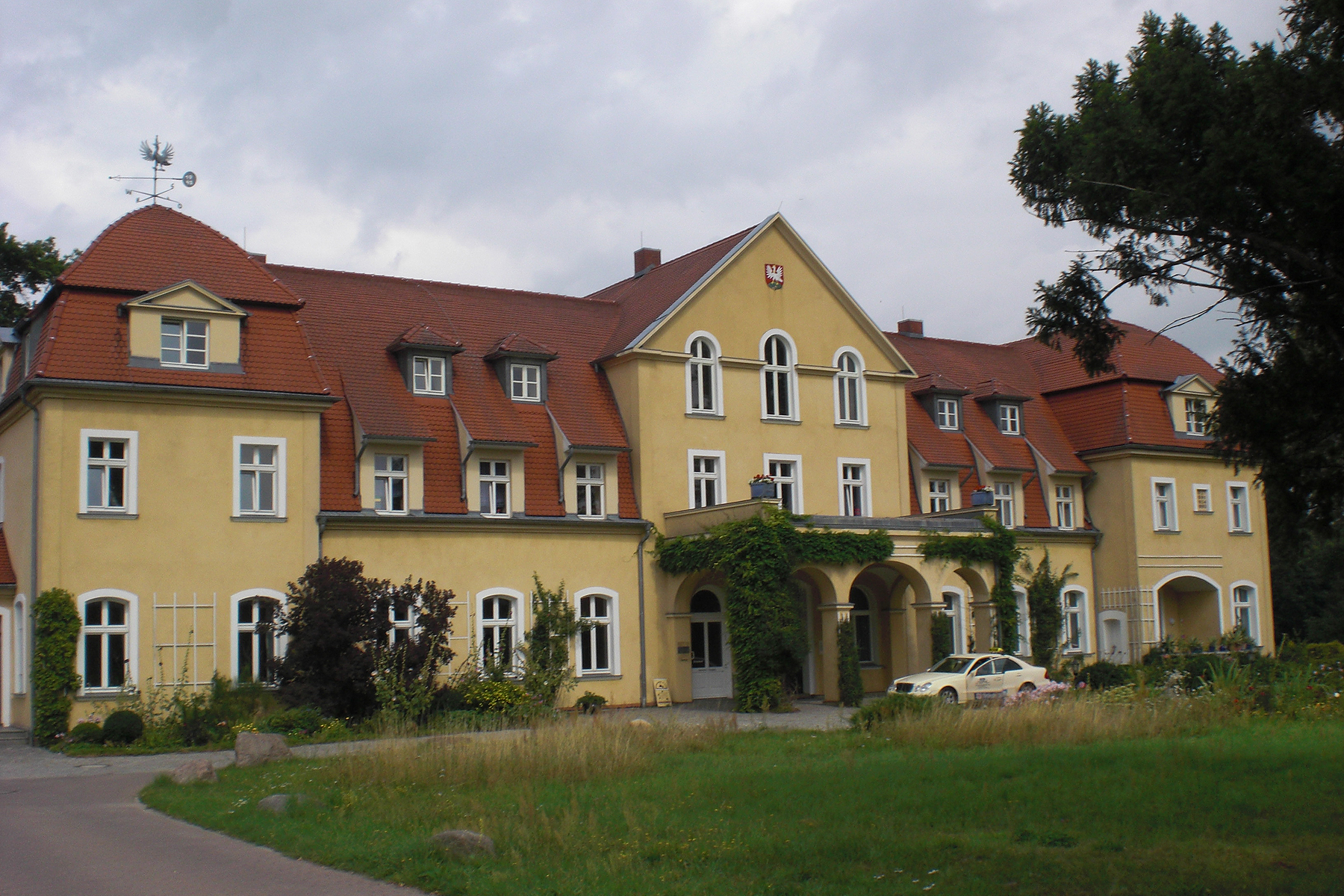
Gutshaus Groß Pankow

Das Rittergut in Groß-Pankow gehörte der Familie Gans zu Putlitz, unter anderem dem Kammerherrn Konrad Gans zu Putlitz. Waldemar zu Putlitz kam am 2. Mai 1945 beim Einmarsch der Roten Armee ums Leben. Das Gut wurde im Herbst 1945 entschädigungslos enteignet. Ein Sohn von Waldemar zu Putlitz, Gisbert zu Putlitz, wurde in der Bundesrepublik ein bekannter Professor der Experimentalphysik. Bernhard von Barsewisch aus der Familie konnte nach der Wende das Gut mit Gutspark wieder erwerben, setzte es instand und betreibt dort seit 1993 eine Augen-Tagesklinik.
Im Oktober 2013 fanden bei Groß Pankow nahe der Bundesstraße 189 im Vorfeld von Straßenbauarbeiten Grabungen in einer jungbronzezeitlichen Siedlung aus dem 1. Jahrtausend vor unserer Zeitrechnung statt. Hier verlief zwischen Perleberg und Pritzwalk eine Heeresstraße. Unerwartet wurde ein deutlich jüngeres, vollständiges Skelett in ungewöhnlicher Haltung gefunden. Mit Hilfe einer eisernen Gürtelschnalle konnte der Fund auf die Zeit zwischen dem 15. und 17. Jahrhundert datiert werden. Die Überreste des 35–39 Jahre alten Mannes wiesen zahlreiche unverheilte Knochenbrüche auf. Alle Knochen der Arme und Beine waren zerbrochen und der Gesichtsschädel war vom Hirnschädel in Teilen abgetrennt. Man schloss auf eine Hinrichtung durch Rädern, was den ersten derartigen Skelettfund im deutschsprachigen Raum darstellen würde.

### Tangendorf
Das Dorf wurde 1492 erstmals als Tankendorf urkundlich erwähnt. Der Name leitet sich von dem Personennamen Tank ab. Die Kirche des Ortes wurde 1954 errichtet und ist die einzige Kirche im Landkreis Prignitz, die nach dem Zweiten Weltkrieg gebaut wurde. Zusammen mit Hohenvier findet jährlich das Ernte- und das Backofenfest statt.

## Bevölkerungsentwicklung
| Jahr | Einwohner |
| ---- | --------- |
| 1875 | 579       |
| 1890 | 596       |
| 1910 | 620       |
| 1925 | 662       |
| 1933 | 602       |
| 1939 | 630       |

| Jahr | Einwohner |
| ---- | --------- |
| 1946 | 1 001     |
| 1950 | 0 996     |
| 1964 | 0 829     |
| 1971 | 0 800     |
| 1981 | 0 705     |
| 1985 | 0 700     |

| Jahr | Einwohner |
| ---- | --------- |
| 1990 | 0 691     |
| 1995 | 0 651     |
| 2000 | 0 642     |
| 2005 | 4 560     |
| 2010 | 4 132     |
| 2015 | 3 955     |

| Jahr | Einwohner |
| ---- | --------- |
| 2020 | 3 808     |
| 2021 | 3 746     |
| 2022 | 3 836     |
| 2023 | 3 875     |
| 2024 | 3 801     |

Gebietsstand des jeweiligen Jahres, Einwohnerzahl: Stand 31. Dezember (ab 1991), ab 2011 auf Basis des Zensus 2011, ab 2022 auf Basis des Zensus 2022
Die Zunahme der Einwohnerzahl 2005 ist auf den Zusammenschluss von 14 Gemeinden zur neuen Gemeinde Groß Pankow im Jahr 2002 zurückzuführen.

## Politik

### Gemeindevertretung
Die Gemeindevertretung von Groß Pankow besteht aus 16 Gemeindevertretern und dem hauptamtlichen Bürgermeister. Die Kommunalwahl am 9. Juni 2024 führte bei einer Wahlbeteiligung von 68,6 % zu folgendem Ergebnis:
| Partei / Wählergruppe                                   | Stimmenanteil 2019 | Sitze 2019 |        | Stimmenanteil 2024 | Sitze 2024 |
| ------------------------------------------------------- | ------------------ | ---------- | ------ | ------------------ | ---------- |
| Bauern und ländliche Region                             | –                  | –          | 16,9 % | 3                  |            |
| Wählergruppe Gemeinde Groß Pankow (Prignitz)            | 13,9 %             | 2          | 12,6 % | 2                  |            |
| Die Linke                                               | 09,3 %             | 2          | 08,8 % | 1                  |            |
| Wählergruppe Feuerwehr                                  | 09,1 %             | 1          | 08,4 % | 1                  |            |
| Wählergruppe Groß Pankow / Luggendorf                   | 07,3 %             | 1          | 07,9 % | 1                  |            |
| Wählergruppe Baek / Strigleben                          | 03,7 %             | 1          | 06,6 % | 1                  |            |
| CDU                                                     | –                  | –          | 06,4 % | 1                  |            |
| Wählergruppe Für Vettin                                 | 04,7 %             | 1          | 06,2 % | 1                  |            |
| Wählergruppe Lindenberger Bürger                        | 07,5 %             | 1          | 05,8 % | 1                  |            |
| Wählergruppe Wolfshagen und Ortsteile                   | 04,6 %             | 1          | 04,9 % | 1                  |            |
| Wählergruppe Kehrberg                                   | 03,8 %             | 1          | 04,4 % | 1                  |            |
| Einzelbewerber Felix Mohneke                            | –                  | –          | 03,7 % | 1                  |            |
| Wählergruppe Retzin                                     | –                  | –          | 03,3 % | 1                  |            |
| Wählergruppe Tangendorf-Hohenvier                       | 04,4 %             | 1          | 02,6 % | –                  |            |
| Wählergruppe Woltersdorfer Gemeinschaft                 | –                  | –          | 02,1 % | –                  |            |
| Kreisbauernverband                                      | 09,0 %             | 1          | –      | –                  |            |
| AfD                                                     | 08,2 %             | 1          | –      | –                  |            |
| Wählergruppe Pro Landleben gegen die Deponie Luggendorf | 05,2 %             | 1          | –      |                    |            |
| Bündnis 90/Die Grünen                                   | 05,1 %             | 1          | –      | –                  |            |
| Wählergruppe Gulow / Steinberg                          | 02,4 %             | –          | –      | –                  |            |
| Wählergruppe „Wahrberge“ Woltersdorf                    | 01,8 %             | –          | –      | –                  |            |
| Insgesamt                                               | 100 %              | 16         | 100 %  | 16                 |            |

### Bürgermeister
- 1998–2003: Hans-Achim Baich[19]
- 2003–2016: Thomas Brandt (parteilos)[20]
- seit 2016: Marco Radloff

Radloff wurde in der Bürgermeisterstichwahl am 17. April 2016 mit 54,7 % der gültigen Stimmen gewählt. In der Bürgermeisterwahl am 9. Juni 2024 wurde er ohne Gegenkandidat mit 80,6 % der gültigen Stimmen in seinem Amt bestätigt. Seine Amtszeit beträgt acht Jahre.

### Wappen
| Wappen von Groß Pankow | Blasonierung: „In Rot auf einer silbernen Leiste eine auffliegende gold-bewehrte silberne Gans mit goldenem Halsring, darunter im von gestürzten silbernen Lindenblättern bestreuten Feld eine goldene Urne mit Deckel.“ |
| Wappen von Groß Pankow | Das Wappen wurde am 12. Mai 2004 genehmigt. |

### Flagge
„Die Flagge ist Rot – Weiß – Rot (1:4:1) gestreift und mittig mit dem Gemeindewappen belegt.“

### Dienstsiegel
Das Dienstsiegel zeigt das Wappen der Gemeinde mit der Umschrift GEMEINDE GROß PANKOW (PRIGNITZ) • LANDKREIS PRIGNITZ.

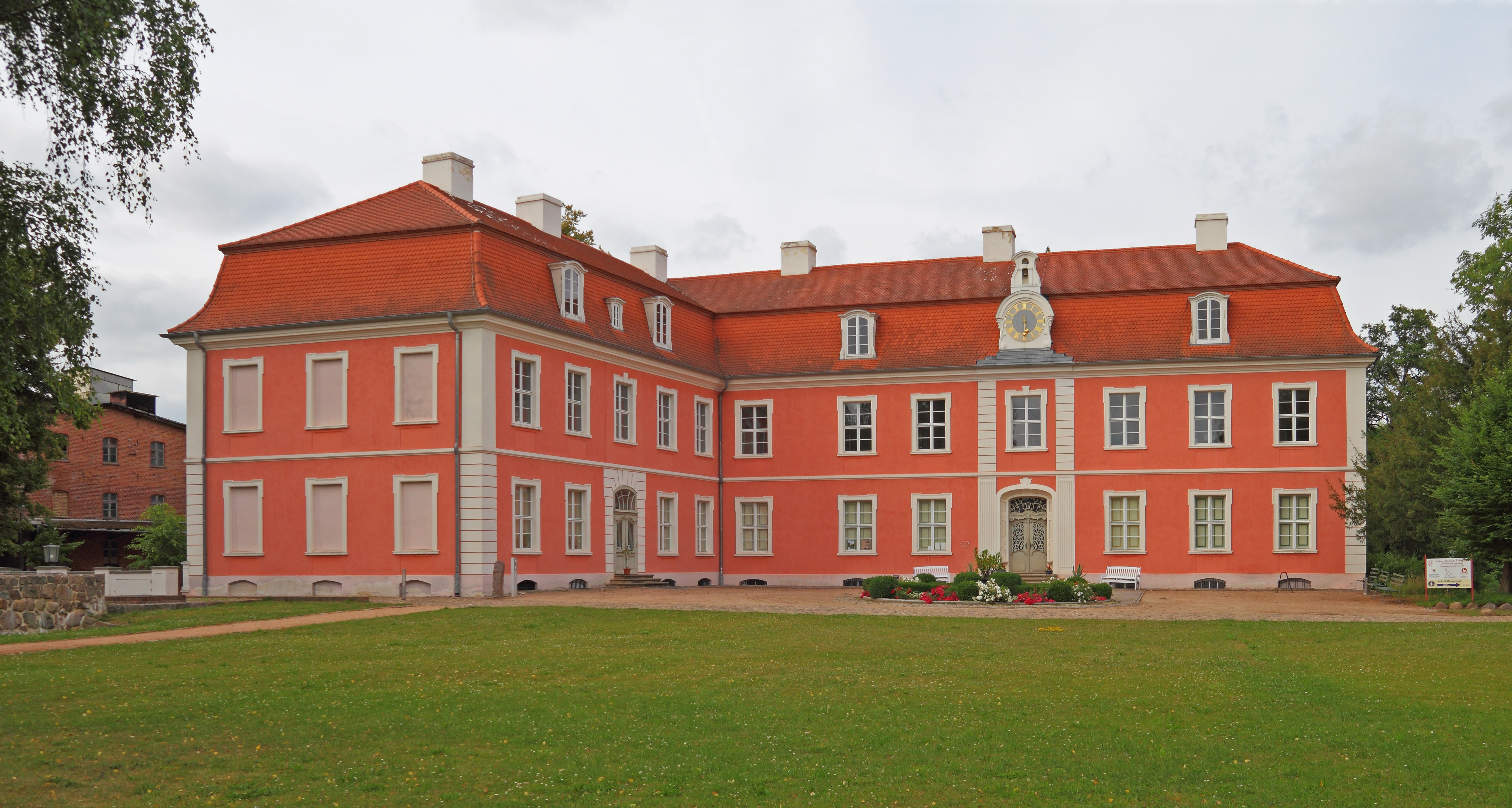
Schloss Wolfshagen

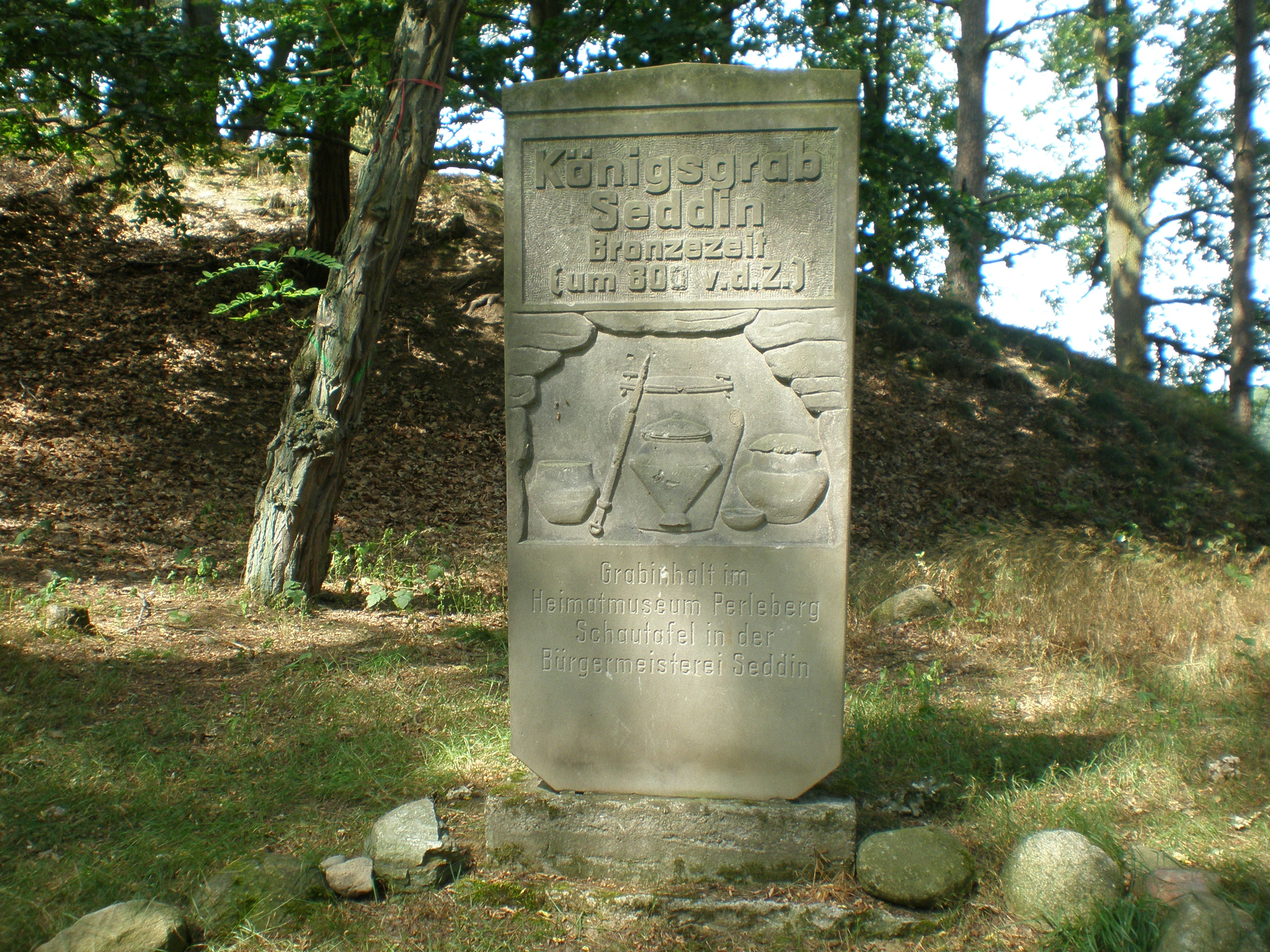
Königsgrab von Seddin

## Sehenswürdigkeiten
In der Liste der Baudenkmale in Groß Pankow (Prignitz) stehen die in der Denkmalliste des Landes Brandenburg eingetragenen Denkmäler. Insbesondere sind das:
- Schloss Wolfshagen
- Königsgrab von Seddin

## Wirtschaft und Infrastruktur

### Verkehr
Die Gemeinde liegt an der Bundesstraße 189 zwischen Perleberg und Pritzwalk. Die nächstgelegenen Autobahnanschlussstellen sind Meyenburg und Pritzwalk an der A 24.
Der Bahnhof Groß Pankow an der Strecke Wittenberge–Wittstock wird stündlich von der Regional-Express-Linie RE 6 – dem Prignitz-Express – betrieben von DB Regio Nordost bedient und stellt so eine Direktverbindung zwischen Wittenberge und Berlin-Charlottenburg über Pritzwalk, Wittstock (Dosse), Neuruppin und Kremmen her. Seit August 2017, als die beiden 76 Zentimeter hohen Außenbahnsteige fertiggestellt worden sind, ist die Station barrierefrei. Das Empfangsgebäude befindet sich in Privatbesitz.
Die Ortsteile Kuhbier und Groß Langerwisch verfügten jeweils über einen Haltepunkt an der Strecke Pritzwalk–Putlitz. Der Personenverkehr wurde im Juli 2016 eingestellt.
Im südlichen Gemeindegebiet fährt seit 2002 die als Museumsbahn betriebene Schmalspurbahn Pollo zwischen Mesendorf und dem Ortsteil Lindenberg mit Halt in den Ortsteilen Brünkendorf und Vettin.

### Bildung
In Groß Pankow befinden sich folgende Schulen:
- Grundschule Juri Gagarin in Groß Pankow
- Landweg-Freie Schule Baek Grundschule in Baek

### Gesundheitswesen
In der Gemeinde befindet sich die Tages-Augenklinik Groß Pankow.

## Persönlichkeiten
- Ludwig Gans zu Putlitz (1750–1828), preußischer Generalleutnant, Ritter des Ordens Pour le Mérite, geboren in Wolfshagen
- Carl Theodor Gans Edler Herr zu Putlitz (1788–1848), Schriftsteller, Mitglied der Frankfurter Nationalversammlung
- Carl von Karstedt (1811–1888), konservativer Reichstagsabgeordneter, geboren in Klein Linde
- Gustav Gans zu Putlitz (1821–1890), Politiker, Schriftsteller und Theaterintendant
- Hermann Friedrich Müller (1843–1919), Philologe und Philosoph, geboren in Lindenberg
- Joachim Gans zu Putlitz (1860–1922), Theater-Generalintendant und Präsident des Deutschen Bühnenvereins, geboren in Retzin
- Erhard Hübener (1881–1958), DDP- und LDPD-Politiker, geboren in Tacken
- Hermann Klostermann (1839–1907), Wilderer, geboren in Retzin
- Paul Baethcke (1850–1936), Pfarrer und Heimatforscher in Thüringen, geboren in Rackenthin
- Wilhelm Rieck (1893–1991), Veterinär- und Humanmediziner in Berlin und Neuhaus b. Paderborn, geboren in Groß Pankow
- Richard Kackstein (1903–1966), nationalsozialistischer Politiker, geboren in Triglitz
- Joachim Wüstenberg (1908–1993), Hygieniker in Gelsenkirchen, geboren in Klenzenhof
- Bernhard von Barsewisch (* 1935), Mediziner, lebt in Groß Pankow